# Giorgio Summaripa

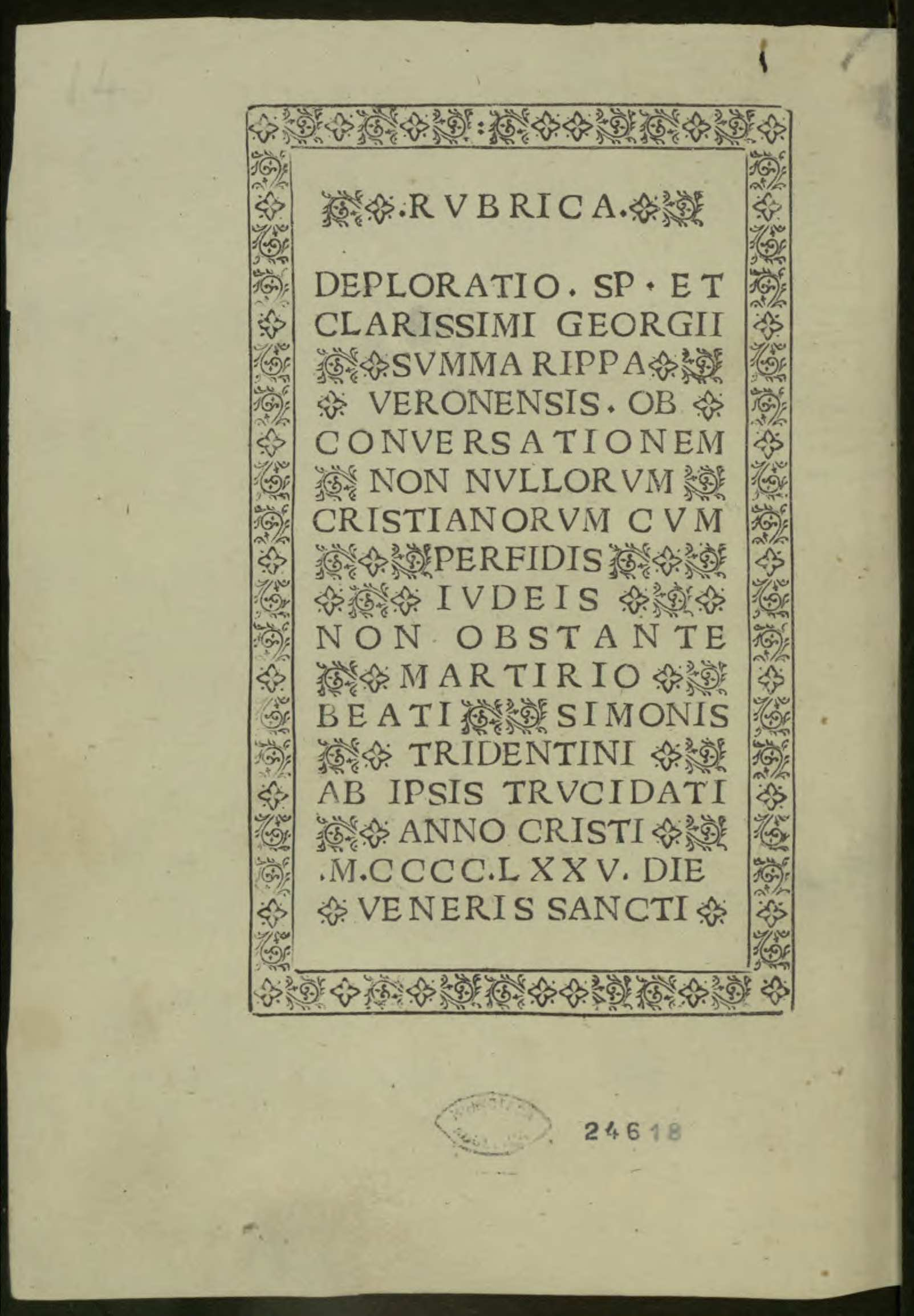
Martirio di Simone da Trento, circa 1478.

Giorgio Summaripa (Verona, 1435 - Gradisca, 1497) fue un poeta y jurista italiano. Descendiente de una familia noble italiana, fue miembro del Consejo de los cincuenta y gobernador de Verona en Gradisca; además, se le atribuye la traducción en tercetos de ña  Satire di Giovenale.

## Obras

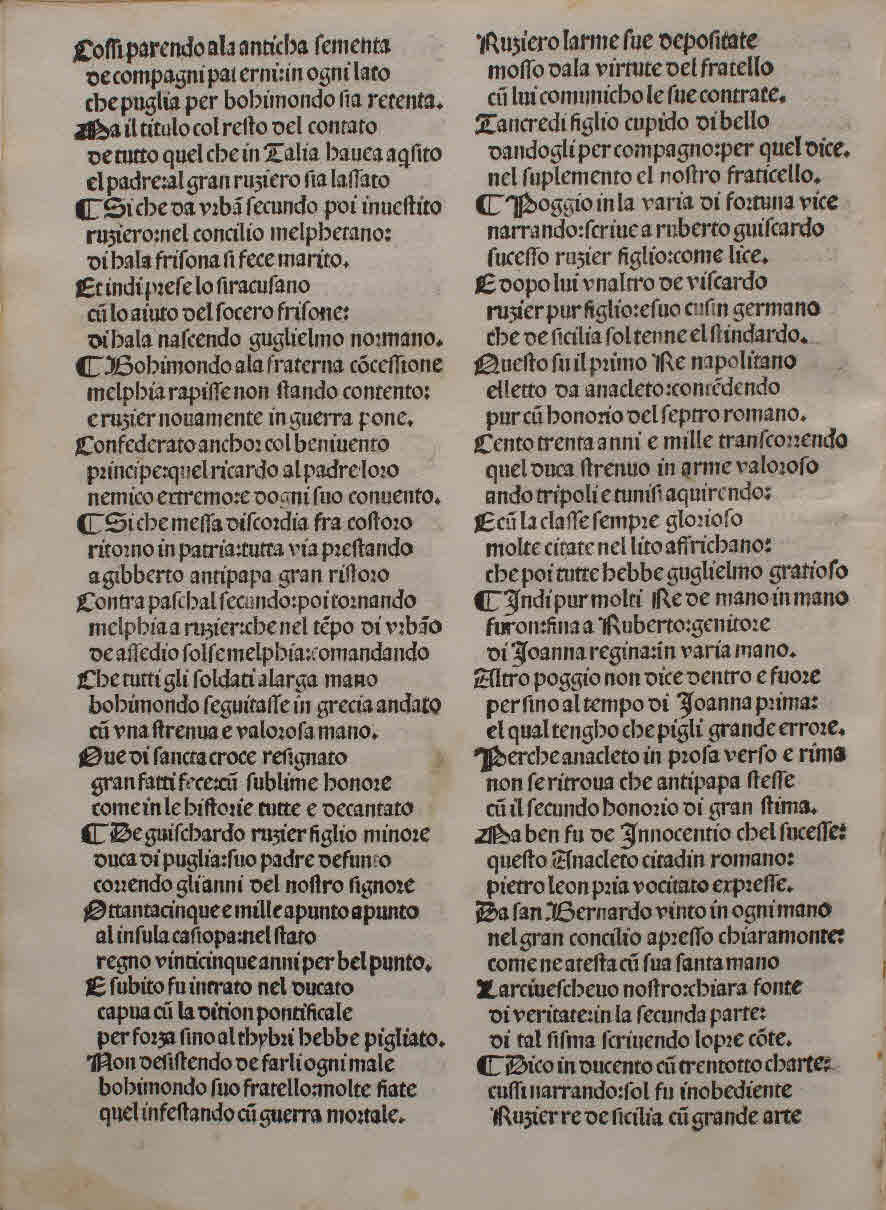
Processo contro il re di Francia, 1495

- Summaripa, Giorgio (1478). Martirio Simone da Trento (en italiano). Verona: Giovanni Alvise, Alberto Alvise. Consultado el 22 de abril de 2015.

- Summaripa, Giorgio (1480). Martyrium Sebastiani novelli [i.e. Simonis pueris] (en italiano). Tarvisii impressum: quidem est opus mira arte et diligentia Bernardini Celerii de Luere. Consultado el 22 de abril de 2015.

- Summaripa, Giorgio (1495). Breve apostolico di Alessandro 6. che illustra Agostino Barbarigo (en italiano). Venecia: Cristoforo De Bottis. Consultado el 22 de abril de 2015.

- Summaripa, Giorgio (1495). In Gallos exhortatio (en italiano). Venecia: Simone Bevilacqua. Consultado el 22 de abril de 2015.

- Summaripa, Giorgio (1495). Processo contro il re di Francia (en italiano). Venecia: Cristoforo De Bottis. Consultado el 22 de abril de 2015.

- Summaripa, Giorgio (1496). Chronica vulgare in terza rima de le cose geste nel Regno Napoletano (en italiano). Nel alma citate de Vinesia: fo impressa per me Christoforo Cremonese. Consultado el 22 de abril de 2015.